# Barrage de Shahid Abbaspour
Le barrage de Shahid Abbaspour ou  barrage de Karun-1 (anciennement appelé barrage de Reza Shah Kabir) est un barrage hydroélectrique sur le fleuve Karun, en Iran. Il est situé à environ 50 kilomètres au nord-est de Masjed Soleiman, dans la préfecture d'Andika, dans la province du Khouzestan. 

## Description
Le barrage achevé en 1976[réf. souhaitée] est le premier d'une série de barrages prévus pour le développement sur le fleuve Karun.
Il a été construit pour satisfaire les demandes énergétiques de l'Iran ainsi que pour contrôler les inondations. Le Karun a la décharge la plus élevée des rivières iraniennes. Les objectifs de la construction du barrage de Karun I et de sa centrale hydro-électrique sont l'approvisionnement en énergie électrique et le contrôle des inondations. Les turbines du Karun I sont reliées au réseau national d'électricité en cas de production d'électricité maximale.
Le barrage est concrètement un type de double arche de voûte, de 200 m de haut de la base. Sa largeur de crête est de 6 m. La conception d'une arche de voûte est idéale pour un barrage construit dans une gorge rocheuse étroite, dans le but de retenir l'eau dans un réservoir. Le barrage est courbé. En raison de la forme de voûte, la force de l'eau, soutenue par le barrage, serre le bas de celui-ci et a pour effet de renforcer les fondations du barrage. 
Le barrage possède huit turbines Francis à axe vertical de 250 MW chacune. En 2014, quatre sont encore d'origine de fabrication Neyrpic avec des générateurs Alsthom. Les quatre autres ont été changées par des turbines fabriquées par Neyrpic, ainsi que leurs générateurs Alsthom respectivement en 2004, 2005 et deux en 2006.